# UFC 16
UFC 16: Battle in the Bayou foi um evento de artes marciais mistas promovido pelo Ultimate Fighting Championship, ocorrido em 13 de Março de 1998 no Pontchartrain Center, em Nova Orleãs, nos Estados Unidos. O evento foi transmitido em pay-per-view para os Estados Unidos e posteriormente lançado em home video.

## Background
O UFC 16 contou com o primeiro torneio de Pesos Leves (para lutadores com menos de 170 lb), também com uma luta pelo Cinturão Peso Médio, uma Superluta no Peso Pesado e Peso Médio, e duas lutas alternativas no caso de lesão no torneio.
O UFC 16 marcou a primeira aparição do lutador influente Pat Miletich, que viria a criar o Miletich Fighting Systems. Tank Abbott foi comentarista convidado para a Superluta de Pesados.
A luta pelo Cinturão Peso Médio, foi anunciado para ser o maior desafio para o campeão Frank Shamrock, a estrela, Igor Zinoviev. Essa seria a última luta da carreira de Zinoviev, já que ele sofreu uma lesão na clavícula que causou o fim de sua carreira após a vitória por nocaute com um slam de Shamrock.
Kimo Leopoldo retornou ao UFC no UFC 16 e enfrentou o japonês Tsuyoshi Kohsaka. Kimo dominou a primeira parte da luta, mas começou a sde cansar e eventualmente perdeu a luta por decisão. Ele não carregou a cruz para o octógono dessa vez como fez no UFC 3. 

## Resultados
Nota 1 Pelo Cinturão Meio Pesado do UFC.

Nota 2 Final do Torneio de Leves; Mikey Burnett se retirou da luta devido a um dedo quebrado e foi substituído por Brennan.

Nota 3 Jackson se recusou a bater e John McCarthy interrompeu a luta.

## Chave do Torneio de Leves
|  | Semifinais     | Semifinais        | Semifinais |              |                | Final            | Final | Final |  |
|  |                |                   |            |              |                |                  |       |       |  |
|  | Estados Unidos | Mikey Burnett     | TKO        |              |                |                  |       |       |  |
|  | Estados Unidos | Mikey Burnett     | TKO        |              |                |                  |       |       |  |
|  | Brasil         | Eugênio Tadeu     | 9:46       |              |                |                  |       |       |  |
|  | Brasil         | Eugênio Tadeu     | 9:46       |              | Estados Unidos | Chris Brennan[a] | 9:02  |       |  |
|  |                |                   |            |              | Estados Unidos | Chris Brennan[a] | 9:02  |       |  |
|  |                |                   | Croácia    | Pat Miletich | FIN            |                  |       |       |  |
|  | Croácia        | Pat Miletich      | Croácia    | Pat Miletich | FIN            | DD               |       |       |  |
|  | Croácia        | Pat Miletich      |            |              |                |                  |       |       |  |
|  | Estados Unidos | Townsend Saunders | 15:00      |              |                |                  |       |       |  |

- a. ^  Mikey Burnett abandonou o torneio devido a um dedo quebrado e foi substituído por Chris Brennan.

## Ligações Externas
- Resultados do UFC16 no Sherdog.com